# Estats Natius del Panjab
Estats Natius del Panjab (Punjab Native States) fou un conjunt de principats sota autoritat del tinent governador del Panjab, inicialment 37, després (1877) 36, i després 43. La superfície (1881) era de 92.766 km² i la població de 3.861.683 habitants. Caixmir que en va formar part fou posada sota dependència directe del governador de l'Índia el 1877.
Dels 36 estats de 1881 quatre estaven sota dependència directa del tinent governador (Bahawalpur, i els estats phulkians de Patiala, Jind i Nabha), un sota el comissionat de la divisió d'Amritsar (Chamba), 24 sota el comissionat de la divisió d'Ambala (Maler Kotla, Kalsi i 22 de les muntanyes Simla), tres sota el comissionat de la Divisió de Jalandhar (Kapurthala, Mandi i Suket), un sota el comissionat de la divisió de Lahore (Faridkot), un sota el comissionat de la divisió de Delhi (Pataudi) i dos sota el comissionat de la divisió d'Hissar (Loharu i Dujana)
Només les relacions amb Bahawalpur estaven regulades per tractat i la resta era per sanads dels governador general. Patiala, Bahawalpur, Jind, Nabha, Kapurthala, Sirmoor, Faridkot i Maler Kotla mantenien tropes imperials i la resta pagava tribut. Els sobirans de Bahawalpur i Kapurthala gaudien del dret d'infligir penes capitals als seus ciutadans. Els sobirans de Bahawalpur (cap de la tribu dels daudputres), Maler Kotla, Pataudi, Loharu i Dujana eren musulmans; els de Patiala, Jind, Nabha, Kapurthala, Faridkot i Kalsia eren sikhs i tots jats excepte el de Kapurthala; i la resta hindús.
El 1884 eren menors els governants de Patiala, Kapurthala, Chamba, Suket, Pataudi i Taroch. Patiala estava sota un consell de regència presidit per Sardar Sir Dewa Singh, auxiliat per Chaudhri Charat Ram i Namdar Khan; un oficial britànic supervisava l'educació del jove príncep i el seu germà petit. Kapurthala i Chamba estaven administrats directament per oficials britànics i a la resta hi havia administradors natius acompanyats de parents dels menors i d'oficials de l'estat però sempre sota el control dels comissionats de les divisions dels que depenien.
El 1906 eren menors d'edad els governants de Patiala, Faridkot, Jubbal, Baghal, Kanethi, Mailog, Kunihar, Bija, Madhan, Dhadi, Tharoch i Kuthar i els caps de Maler Kotla i Kumharsain considerats de cervell dèbil i el de Bashahr de baix nivell; el raja de Bilaspur fou privat del poder el 1903 per mala conducta. Patiala estava administrada per un consell de regència i el maharajà tenia un tutor anglès. A Faridkot governava un consell presidit per un extra subcomissionat designat pel govern; Maler Kotla estava sota govern efectiu de l'hereu; a Bija, Kunihar, Mailog, i Madhan hi havia consells d'estat; a Dhadi governava un parent del sobirà i a Tharoch el wazir. Bilaspur, Jubbal, Bashahr, Kumharsain i Kanethi estaven governats per oficials natius designats pel govern britànic. A Baghal formava el consell el germà del sobirà i un oficial designat pels britànics i a Kuthar dirigia el govern un membre de la casa reial de Suket.

## Llista d'estats el 1881
- Estats Phulkians: Patiala, Jhind, Nabha
- Bahawalpur
- Estats de les muntanyes Simla (22): Bilaspur (abans Kahlur = Kehloor), Bashahr, Nalagarh, Keunthal, Baghal, Jabbal o Jubbal, Bhajji o Bhaji, Kumharsain, Mailog, Baghat, Principat de Balsan, Kuthar, Dhami, Taroch o Tiroch, Sangri, Kunihar, Bija, Mangal, Rawai, Darkoti, Dadhi (abans feudatari de Tharoch, després de Bashahr i el 1896 de Jubbal).
- Loharu
- Dujana
- Pataudi
- Kalsia
- Kapurthala
- Maler Kotla
- Suket
- Faridkot
- Chamba
- Mandi
- Nahan (Sirmoor)

## Llista d'estats el 1901
- Estats Phulkians: Patiala, Jhind, Nabha, Bahawalpur.
- Estats de les muntanyes Simla 28 estats (els 22 anteriors, Khaneti, i cinc més)
- Sirmoor (abans Nahan)
- Loharu
- Dujana
- Pataudi
- Kalsia
- Kapurthala
- Mandi
- Maler Kotla
- Suket
- Faridkot
- Chamba

El 1901 els estats de les muntanyes Simla eren 28 i s'havien afegit doncs sis estats més, ja que cap havia desaparegut. Estats dels que hi ha constància són:
- Khaneti
- Delath
- Rawingarh (feudatari de Jubbal)
- Gundh (feudatari de Kheontal)
- Koti (feudatari de Kheontal)
- Kiari (feudatari de Kheontal)
- Ratesh o Kot (feudatari de Kheontal)
- Theog (feudatari de Kheontal)
- Siba

El 1933 es va crear una agència anomenada Agència dels Estats del Panjab

## Nota
1. ↑  La Gaseta Imperial del 1901 no dona la llista dels 28 estats, encara que esmenta Khaneti